# DVB-T2
DVB-T2 (Digital Video Broadcasting – Terrestrial, anden generation), er en forbedret version af standarden DVB-T for mastebaseret fjernsyn. Standarderne er blevet udfærdiget af det EU-baserede konsortium DVB. 
DVB-T2 muliggør mindst 30% højere datahastighed (i bit/s) end DVB-T over samme spektrale båndbredde (i MHz) og ved samme signalkvalitet, det vil sige samme antenner og geografiske position. Dette gør den brugbar til HDTV og MPEG4-kompression af video, mens DVB-T normalt anvendes til standardopløst tv og MPEG2-kompression. Imidlertid anvender netejere i flere lande DVB-T-transmission selv for HDTV-sendinger. DVB-T-modtagere kan ikke tage imod sendinger i DVB-T2-formatet.
I såvel DVB-T som DVB-T2 digitaliseres og komprimeres flere TV-programmer og audiosignaler – og multiplexes sammen med datacasting-tjenester til én datastrøm. Denne multiplex overføres i et fysisk-niveau-rør (PLP) over en TV-kanalfrekvens, normalt med 7 MHz båndbredde (VHF-båndet) eller 8 MHz båndbredde (UHF-båndet). DVB-T2 tillader endda lavere båndbredder, og tillader flere PLP'er, dvs. flere transmissionsteknikker med forskellige støjfølsomhed, over samme kanalfrekvens, hvilket muliggør at man kan have forskellige rækkevidde og kapacitet til forskellige tjenester. Kanalkodning (fejlrettende koder) tilføjes, bittene spredes over tid og overføres gennem OFDM-modulation, som er en teknik som er robust mod flervejsudbredelse (ekko) og frekvensselektiv fadning. OFDM muliggør også enkeltfrekvensnet (SFN, single-frequency networks), det vil sige at alle senderne i en region som sender samme programmultiplex også anvender samme kanalfrekvens. 

## Historik
I marts 2006 besluttede DVB-konsortiet at undersøge mulighederne for en opgraderet DVB-T-standard. I juni 2006 oprettedes en formel undersøgelsesgruppe kaldet TM-T2 (Teknisk modul for næste generations DVB-T) af DVB-gruppen til at udvikle avanceret transmissionsteknik som skulle kunne opfattes som anden generations digital til en tv-mast baseret tv-standard, DVB-T2.
Ifølge de kommercielle og tekniske krav 
som udfærdiges i april 2007, kommer den første fase af DVB-T2 at blive beregnet til at give optimal modtagning til stationære (faste) og bærbare modtagere (men ikke fuldt mobil modtagning i høj hastighed) med hjælp af eksisterende DVB-T-antenner, mens den anden og tredje fase kommer til at undersøge metoder til at levere højere kapacitet (med nye antenner) og mobil modtagning. 
Den første test af en rigtig TV-sendere udførtes af BBC Forskning & Innovation i de sidste uger juni 2008  med kanal 53 fra Guildford-senderen sydvest for London: BBC havde udviklet og bygget en modulator/demodulator-prototype parallelt med at DVB-T2-standarden udarbejdedes.

## Sendinger i det danske jordnet
Boxer TV begyndte at sende DVB-T2 på MUX5 i det danske jordnet 2. april 2012.
Fra juni 2020 sender alle 5 danske MUX med DVB-T2 efter en omfattende længerevarende landsdækkende kanalomlægning.

## Sendinger i det svenske jordnet
Teracom begyndte at sende HDTV med komprimeringsstandarden MPEG-4 og udsendningsstandarden DVB-T2 i det jordnettet i november 2010. Ifølge planerne skal sendingerne dække 90 % af befolkningen inden sommer 2011 og hele landet inden (OS?) 2012.
Sveriges Television, som i et antal år lavede testsendinger med én HDTV-kanal i MPEG-4 og DVB-T – SVT HD – over Mälardalen, sluttede med disse den 1. marts 2010 og sender nu i stedet SVT1-HD og SVT2-HD med den nye DVB-T2-teknik. Disse to HD-kanaler er de eneste frie HD-kanaler i det digitale jordnet. SVT1 og SVT2 med standardopløsning samt Sveriges Televisions øvrige kanaler fortsætter med at sende med DVB-T.
Øvrige kanaler som har fået tilladelse til at sende HDTV i jordnettet er TV3 HD, TV4 HD, Kanal 5 HD, Canal + HD Mix, MTVN HD, National Geographic Channel HD og Viasat Sport HD.

## Standarden
Følgende egenskaber er taget i brug i DVB-T2-standarden:
- OFDM-modulation hvor hver bærebølge er moduleret med QPSK, 16-QAM, 64-QAM, eller 256-QAM (men ikke 128-QAM).
- FFT-størrelse (totalt antal bærebølger per symbol) 1k, 2k, 4k, 8k, 16k, eller 32k. Symbollængden i 32k-mod er ca. 4 ms.
- Guard interval mellem symbolerne er 1/128, 1/32, 1/16, 19/256, 1/8, 19/128, eller 1/4 af symboltiden. (For 32k-mod er det højst 1/8.)
- Fejlrettende koder anvender LDPC kombineret med BCH (som i DVB-S2) med niveauerne 1/2, 3/5, 2/3, 3/4, 4/5 og 5/6.
- Færre pilotbærebølger (forstærkede underbærebølger med referenceinformation) i otte forskellige pilotmønstre. Udjævning kan også baseres på RAI CD3-systemet.[11]
- I 32k-moden kan en større andel af kanalens båndbredde benyttes uden interferens med næste kanal, hvilket giver 2% ekstra kapacitet ved 8 MHz-kanaler.
- DVB-T2 er specificeret til kanaler med 1,7, 5, 6, 7, 8 og 10 MHz båndbredde.
- MISO (Multiple-Input Single Output) kan anvendes (Siavash Alamouti-metoden), men MIMO kommer ikke til at anvendes. Diversitetsmodtagning (med flere antenner) kan anvendes på samme måde som i DVB-T.
- Flera PLP'er muliggør forskellig støjfølsomhed til forskellige programmer og tjenester.
- Gruppering af flere kanaler til en SuperMUX (såkaldt TFS) er ikke med i standarden, men kan tilføjes senere.

Sammenligning af tilgængelige modes i DVB-T og DVB-T2:
|                     | DVB-T                                                                         | DVB-T2                                      |
| ------------------- | ----------------------------------------------------------------------------- | ------------------------------------------- |
| Fejlkorrektion      | Faltningskodning (Viterbi) + Reed–Solomon fejlretning 1/2, 2/3, 3/4, 5/6, 7/8 | LDPC + BCH 1/2, 3/5, 2/3, 3/4, 4/5, 5/6     |
| Modulationsform     | QPSK(4-QAM), 16-QAM, 64-QAM                                                   | QPSK(4-QAM), 16-QAM, 64-QAM, 256-QAM        |
| Guard interval      | 1/4, 1/8, 1/16, 1/32                                                          | 1/4, 19/256, 1/8, 19/128, 1/16, 1/32, 1/128 |
| FFT-størrelse       | 2k, 8k                                                                        | 1k, 2k, 4k, 8k, 16k, 32k                    |
| Spredde piloter     | 8% af bærebølgerne                                                            | 1%, 2%, 4%, 8% af bærebølgerne              |
| Regelbundne piloter | 2.6% af bærebølgerne                                                          | 0.35% af bærebølgerne                       |

I Sverige sender Teracom DVB-T med FFT-størrelse 8k, modulationsform 64-QAM og med lang (FEC 3/4, Guard interval 1/4) eller kort (FEC 2/3, Guard interval 1/8) mod.
For eksempel, en britisk MFN DVB-T-profil (64-QAM, 2k-mod, FEC 2/3, Guard interval 1/32) og et tilsvarende DVB-T2 (256-QAM, 32k, FEC 3/5, Guard interval 1/128) gør det muligt at øge bithastigheden fra 24,13 Mbit/s til 35,4 Mbit/s (46,5%).
Et andet eksempel: til en italiensk SFN DVB-T-profil (64-QAM, 8k, FEC 2/3, Guard interval 1/4) og et tilsvarende DVB-T2 (256-QAM, 32k, FEC 3/5, Guard interval 1/16) opnår man en øgning af bithastigheden fra 19,91 Mbit/s til 33,3 Mbit/s (67%).

### Status for DVB-T2-specifikationen
Et udkast af DVB-T2-standarden ratificeredes af DVB-styrelsen den 26. juni 2008, og er blevet formidlet/overgivet til European Telecommunications Standards Institute (ETSI).
ETSI tog over den 25. april 2009, da den endelige standard blev offentliggjort.
DVB-T2-modulatorer findes i markedet og modtagerkredse er under udvikling. Prototypemodtagere vistes i september 2008 på IBC08 i Amsterdam.
Eftersom DVB-T2-specifikationen er klar og der kun kommer at blive nogle yderligere tekniske forbedringer er konstruktion af VLSI-kredse til modtagere begyndt. Et udkast til PSI / SI (program-og systeminformation)-specifikationsdokumentet er man blevet enige om i DVB-TM-GBS-gruppen.